# One Dollar Lawyer
One Dollar Lawyer (koreanischer Originaltitel: 천원짜리 변호사; RR: Cheon-won-jja-ri Byeon-ho-sa) ist eine südkoreanische Dramaserie, die von Studio S umgesetzt wurde. In Südkorea fand die Premiere der Serie am 23. September 2022 auf SBS statt. Im deutschsprachigen Raum erfolgte die Erstveröffentlichung der Serie am 25. Januar 2023 durch Disney+ via Star als Original.

## Handlung
Trotz der steigenden Zahl von Anwälten ist der Zugang zu Gerichten für den Durchschnittsbürger nach wie vor schwierig, während sich die privilegierteren Bevölkerungsschichten teure Anwälte leisten können, um beispielsweise ihre Vorstrafen löschen zu lassen. Diese Umstände und die daraus resultierende Ungleichheit sorgen dafür, dass immer weniger Menschen Vertrauen in die Justiz haben. Und genau hier kommt Cheon Ji-hoon ins Spiel. Er ist ein hochqualifizierter Anwalt, der es sich zur Aufgabe gemacht hat, vor Gericht für soziale Gerechtigkeit und die Verteidigung grundlegender Menschenrechte zu kämpfen – und das für lediglich 1000 ₩ (1 $). Cheon Ji-hoon kämpft als außergewöhnlicher Strafverteidiger für die Rechte seiner meist sozial schwächeren Mandanten und muss sich dabei einem blinden Justizapparat und hoch bezahlten gegnerischen Anwälten stellen.

## Besetzung und Synchronisation
| Rolle          | Schauspieler  | Synchronsprecher |
| -------------- | ------------- | ---------------- |
| Cheon Ji-hoon  | Namgoong Min  |                  |
| Baek Ma-ri     | Kim Ji-eun    |                  |
| Seo Min-hyeok  | Choi Dae-hoon |                  |
| Baek Hyeon-moo | Lee Deok-hwa  |                  |
| Sa Mu-jang     | Park Jin-woo  |                  |
| Na Ye-jin      | Gong Min-jung |                  |

## Episodenliste
| Nr. | Deutscher Titel | Originaltitel | Erstausstrahlung (Südkorea) | Deutschsprachige Erstveröffentlichung (D/A/CH) |
| --- | --------------- | ------------- | --------------------------- | ---------------------------------------------- |
| 1   | Folge 1         | 1회           | 23. Sep. 2022               | 25. Jan. 2023                                  |
| 2   | Folge 2         | 2회           | 24. Sep. 2022               | 25. Jan. 2023                                  |
| 3   | Folge 3         | 3회           | 30. Sep. 2022               | 25. Jan. 2023                                  |
| 4   | Folge 4         | 4회           | 1. Okt. 2022                | 25. Jan. 2023                                  |
| 5   | Folge 5         | 5회           | 7. Okt. 2022                | 25. Jan. 2023                                  |
| 6   | Folge 6         | 6회           | 8. Okt. 2022                | 25. Jan. 2023                                  |
| 7   | Folge 7         | 7회           | 14. Okt. 2022               | 25. Jan. 2023                                  |
| 8   | Folge 8         | 8회           | 15. Okt. 2022               | 25. Jan. 2023                                  |
| 9   | Folge 9         | 9회           | 22. Okt. 2022               | 25. Jan. 2023                                  |
| 10  | Folge 10        | 10회          | 29. Okt. 2022               | 25. Jan. 2023                                  |
| 11  | Folge 11        | 11회          | 5. Nov. 2022                | 25. Jan. 2023                                  |
| 12  | Folge 12        | 12회          | 11. Nov. 2022               | 25. Jan. 2023                                  |